# Oecetis appendiculata
Oecetis appendiculata är en nattsländeart som beskrevs av Georg Ulmer 1923. Oecetis appendiculata ingår i släktet Oecetis och familjen långhornssländor. Inga underarter finns listade i Catalogue of Life.